# André de Fouquières
Pour les articles homonymes, voir Becq de Fouquières et Fouquières.
André Becq de Fouquières, né le 17 mai 1874 à Paris 8e où il est mort le 13 janvier 1959, est un conférencier, homme de lettres et « homme du monde » français.

## Biographie
Troisième fils de Louis Becq de Fouquières et d’Hélène de Groiseilliez (1836-1925), neveu du peintre Marcellin de Groiseilliez, Marcelin André Becq de Fouquières est élève de l’école Saint-Ignace à Paris, puis obtient un diplôme de l’École des Langues orientales.
Souhaitant se consacrer à la « chose publique » et à la politique, il devient membre de la conférence Molé-Tocqueville dont il assure brièvement le secrétariat. Partisan de la restauration de la monarchie, il fonde en 1895 le Comité de l’Œillet blanc, association qui voulait constituer la garde d’honneur du duc d’Orléans en exil à Bruxelles. Après deux échecs électoraux, il renonce à la vie politique, mais continue de fréquenter les personnalités d’Ancien Régime et les cours européennes, ainsi que de nombreuses personnalités du spectacle. En janvier 1942, il se voit notifier sa réception dans l'ordre de la Francisque.
Il co-écrit plusieurs pièces de théâtre en collaboration avec Georges Casella, Jacques Monnier, Jean Kolb et Raymond Silva. Il a écrit différents ouvrages de souvenirs et la préface d’ouvrages sur l’art de vivre. Il collabore à divers périodiques dont Adam, dirigé par son ami Eddie Dubois.
Il participe à de nombreux événements mondains, notamment dans les stations balnéaires de Deauville, Dinard, La Baule et autres.
Il fonde en 1947, avec la princesse de Broglie, le duc de Maillé, le duc de Brissac, Mme. Brussus, Pierre Olphe-Galliard, Raymond Rodel et Lucien Lacaze le Comité d'Accueil de France destiné à relancer le tourisme en France.
Vers la fin de sa vie, il est élu président des Parisiens de Paris.
Frère de Jacques (1866-1945) et de Pierre de Fouquières, diplomate, chef du Protocole et introducteur des ambassadeurs pendant l’entre-deux-guerres, il est évoqué dans un des 480 souvenirs cités par Georges Perec dans Je me souviens. Patrick Modiano le met en scène dans un chapitre de son roman Villa Triste. Il est aussi brièvement cité dans le récit de Louis Maufrais "J'étais médecin dans les tranchées" se situant pendant la guerre de 1914-1918 (p. 62).

## Publications

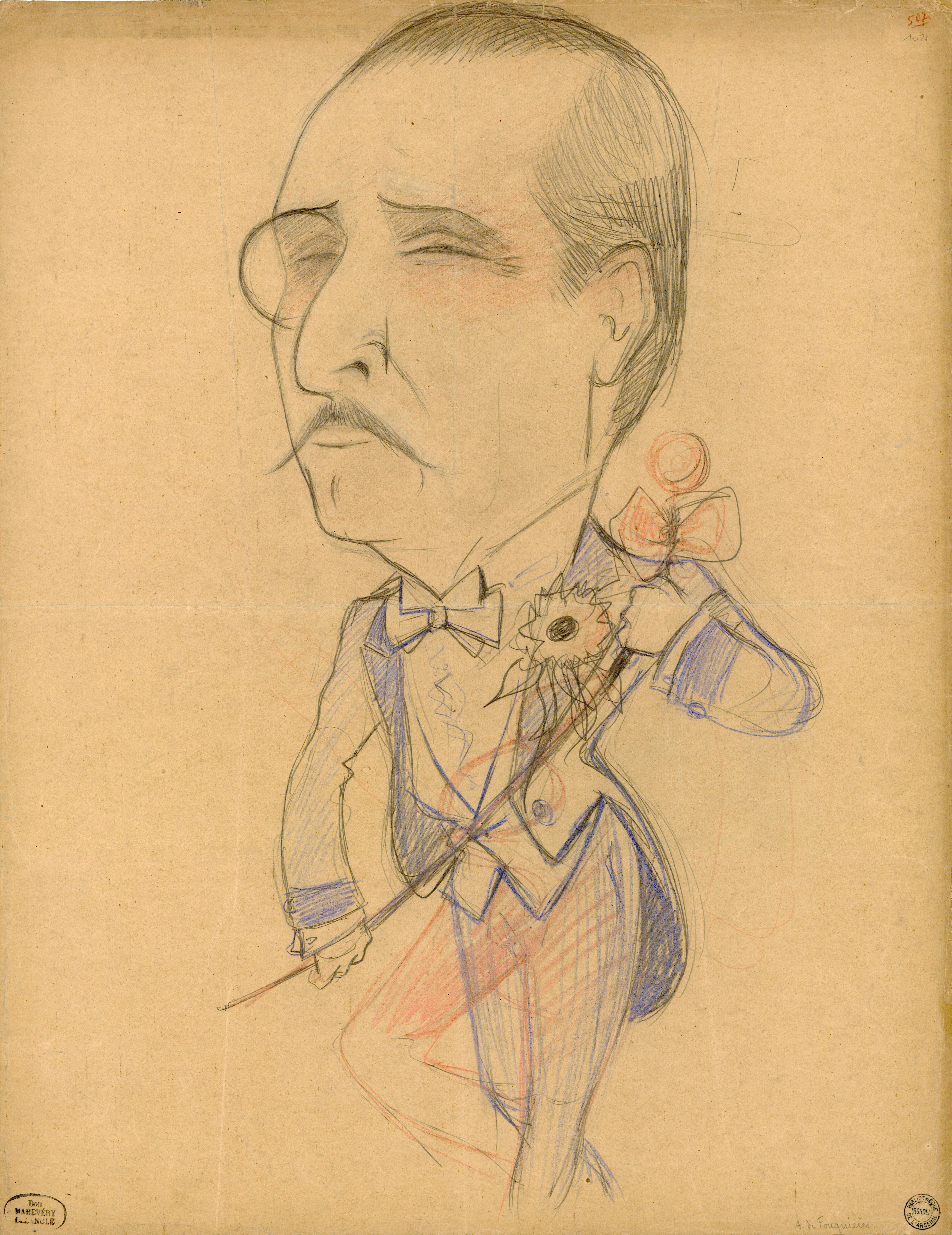
Caricature d’André de Fouquières par Yves Marevéry.

### Théâtre
- C’est pas chic !, comédie en 1 acte, en collaboration avec Georges Casella, Paris, théâtre des Capucines, 5 juin 1905.
- Une nuit, pièce en 1 acte, en collaboration avec Georges Casella, Paris, Théâtre Molière, 15 décembre 1905.
- J’attends Zoé, en collaboration avec Georges Casella.
- Sensationnel article, en collaboration avec Georges Casella.
- La Bonne à rien faire, comédie en 2 actes, d’après une nouvelle de Guy de Maupassant, en collaboration avec Jacques Monnier, Paris, théâtre des Deux-Masques, 23 janvier 1906.
- Le Tiers-porteur, ou l’Honneur de Désiré, opérette en 1 acte, en collaboration avec Jean Kolb, musique de Claude Terrasse, Paris, théâtre Michel, 26 avril 1912.
- Un chien dans un jeu de quilles, comédie en 3 actes, en collaboration avec Raymond Silva, Paris, théâtre Femina, 19 janvier 1922.

### Essais
- De l’art, de l’élégance, de la charité, Paris, de Boccard, 1910.
- Au paradis des rajahs, Paris, de Boccard, 1912.
- Les Amours de Lauzun, Paris, Flammarion, 1931.
- Cinquante ans de panache, Paris, Pierre Horay, 1951.

- Prix Montyon 1952 de l’Académie française
- André de Fouquières évoque ses souvenirs, Traces écrites, 1951.
- La Courtoisie moderne, précis des nouveaux usages, Paris, Pierre Horay, 1954.
- Mon Paris et ses Parisiens, Paris, Pierre Horay, 5 vol.

1. Les Quartiers de l’Étoile, 1953.
2. Le Quartier Monceau, 1954.
3. Pigalle 1900, Paris, Pierre Horay, 1955.
4. Le Faubourg Saint-Honoré, 1956.
5. Vers le Point du Jour, 1959.